# Pavel Soudoplatov

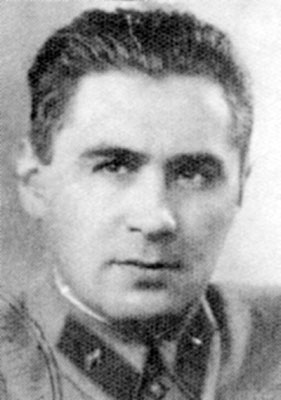
Pavel Anatolievitch Soudoplatov.

Pavel Anatolievitch Soudoplatov (en russe : Пáвел Aнатóльевич Cудоплáтов), né le 7 juillet 1907 à Melitopol dans le gouvernement de Tauride (Empire russe) et mort le 24 septembre 1996 à Moscou (Russie), est un responsable important des services secrets soviétiques.
Il est tout à tour agent de terrain, auteur en particulier de l'élimination du nationaliste ukrainien Konovalets, puis « bureaucrate » à Moscou, supervisant notamment l'assassinat de Trotsky, les sabotages pendant la Seconde Guerre mondiale contre la Wehrmacht et la collecte aux États-Unis de renseignements nécessaires à la fabrication de la bombe atomique soviétique. En plein milieu d'une carrière fulgurante, il est condamné à la peine de 15 ans d'emprisonnement en raison de ses fonctions aux côtés de Beria.
Ses mémoires, Missions spéciales, publiés en 1994, constituent un document très intéressant pour la compréhension de l'intérieur du renseignement soviétique stalinien.

## Biographie

### Jeunesse et formation (1907-1938)
Pavel Soudoplatov naît à Melitopol dans le gouvernement de Tauride en 1907. Sa mère est russe. Son père est ukrainien, il exerce la profession de meunier. Il a trois frères et une sœur. En 1917, alors qu'il a 10 ans, son père meurt. En 1918, son frère aîné, Nikolaï, s'engage dans l'Armée rouge et en 1920, il fait partie d'un bataillon de la Tchéka.
En 1919, Pavel Soudoplatov s’engage à son tour dans l'Armée rouge. Il est affecté aux transmissions parce qu’il sait lire et écrire. En 1921, à l'âge de 14 ans, il est dactylographe, opérateur téléphonique et chargé du codage-décodage. Dans les années 1920-1921, il fait partie d'un régiment qui combat l’armée indépendantiste ukrainienne de Konovalets. Son frère Nikolaï est tué en 1921, durant la guerre civile russe.
Le nationalisme ukrainien est un sujet de préoccupation majeur pour le pouvoir soviétique depuis le début de la révolution et jusqu’à la fin de la Seconde Guerre mondiale. Au début des années 1930, la collectivisation brutale de l’agriculture (kolkhozes) est responsable, entre autres facteurs, d’une grande famine, l'Holodomor, qui fait entre 4 et 5 millions de victimes dans cette république et ailleurs. Défaits militairement dans les années 1920, ces nationalistes restent très actifs politiquement et Soudoplatov jouera un rôle déterminant dans la surveillance, la traque à travers l’Europe et l’élimination physique de ses leaders.
C’est ainsi qu’à la fin de la guerre civile, de 1922 à 1926, il est à Melitopol (sa ville natale en Ukraine), chargé d'un petit réseau d'indicateurs recrutés dans les communautés grecque et allemande. En 1927, âgé de 20 ans, il est promu au département politique du bureau ukrainien de la Guépéou à Kharkov, alors capitale de l'Ukraine.
Cette même année, il fait la rencontre d'Emma Kaganova, née en 1905 dans une famille juive de Gomel. Il l'épouse en 1928. Leur mariage perdurera jusqu'au décès d’Emma en septembre 1988. À la fin des années 1920, il est aussi chargé de la gestion d'une colonie d'enfants sans foyer.
En 1933, le chef de la Guépéou ukrainienne, promu à Moscou, emmène avec lui les époux Soudoplatov. Pavel est nommé inspecteur, chargé de superviser les promotions et de pourvoir les postes vacants dans le département Étranger de la Guépéou. Fin 1933, il est chargé de la surveillance des exilés ukrainiens dans les pays d'Europe de l'Ouest.
Après avoir été formé par Sergueï Spiegelglass, il est envoyé clandestinement, de 1934 à 1938, en Finlande, puis à Berlin, à Leipzig et à Paris pour infiltrer l'Organisation des nationalistes ukrainiens de Konovalets et Stepan Bandera en se faisant passer pour le représentant d'un réseau clandestin en Ukraine. En novembre 1937, à deux reprises, Soudoplatov rencontre Staline pour lui rendre compte de ses activités clandestines. Il reçoit l'ordre de tuer Konovalets.
À l’issue d’une minutieuse préparation, il s’acquitte de cette mission, le 23 mai de l’année suivante, alors que les Grandes Purges staliniennes battent leur plein en URSS. Il assassine Konovalets à Rotterdam en lui remettant, sous le nom d’emprunt d’Andrew, une boîte de chocolats piégée.

### Ascension fulgurante au sein du NKVD (1938-1953)
Entrant dans l'orbite de Beria, nouveau chef du NKVD, il est nommé dès août 1938 assistant spécial du directeur du Département Étranger du NKVD . Trois mois après, début novembre 1938, à la suite de l'arrestation de Sergueï Spiegelglass, il est promu chef intérimaire du service des renseignements étrangers. Il est relevé de ce poste un mois près et remplacé par Vladimir Dekanozov. Faisant l'objet d'une enquête, il est mis « au placard » en janvier et février 1939, mais réintégré en mars 1939, alors que les Grandes purges viennent de prendre fin.
Il est personnellement chargé par Staline d'organiser depuis Moscou l'assassinat de Léon Trotski. Après une minutieuse préparation, cet assassinat a lieu le 21 août 1940. Ayant correctement accompli sa mission, il est décoré de l'Ordre du drapeau rouge.
Pendant la Seconde Guerre mondiale, il a deux fonctions essentielles au sein du NKVD :
- d'une part, il est chargé de la coordination des actions de sabotage contre la Wehrmacht en Europe de l'Est ; à l'issue de la guerre il est affecté au département des sabotages du MGB en 1946 ;
- d'autre part, il doit superviser l'espionnage industriel nucléaire des États-Unis, en vue de la création d'une bombe nucléaire soviétique.

Il est nommé, en 1946, général de division, qui est le sommet de sa carrière.

### Incarcération politique et fin de vie
À la chute de Beria en 1953, Pavel Soudoplatov le suit dans la disgrâce et est condamné à 15 ans de réclusion. Compte tenu de ses bons états de service, il n'est pas envoyé au Goulag mais est incarcéré à la prison de Vladimir, où sont détenus de nombreux prisonniers politiques.
Il est libéré en 1968 et vit grâce à des traductions de romans et nouvelles en langues ukrainienne et allemande, ainsi que de la publication - sous le nom d'auteur « Anatoli Andreïev » - de trois livres tirés de ses activités durant la Seconde Guerre mondiale.
À la suite d'une intense campagne, incluant une demande publique durant la glasnost de la fin des années 1980, il est officiellement réhabilité le 10 janvier 1992, après la dissolution de l'URSS de décembre 1991.
Son épouse, Emma Kaganova, née en 1905, qu'il avait épousée en 1928, décède en septembre 1988 des suites de la maladie de Parkinson.
À sa mort en septembre 1996, Pavel Soudoplatov est inhumé au cimetière Donskoï, aux côtés de son épouse.

## Mémoires
Il décide de publier ses mémoires en 1994, avec l'aide de son fils Anatoli et de deux journalistes américains. Considérées comme particulièrement intéressantes pour la compréhension de l'univers stalinien de l'intérieur, du renseignement soviétique et des modalités des assassinats de Konovalets et de Léon Trotski mais causent aussi un vif débat concernant l'implication supposée de certains scientifiques occidentaux, dont Robert Oppenheimer, Leó Szilárd, Bruno Pontecorvo, Niels Bohr, Klaus Fuchs, qui sans être des agents du KGB, auraient fourni d'importantes informations sur le développement de la bombe atomique. Ces révélations sont contestées par le FBI et les services des renseignements extérieurs de la fédération de Russie.
On peut aussi noter une certaine tendance à l'autojustification de ses actes ainsi qu'une absence totale de condamnation de la répression politique en Union soviétique sous la dictature stalinienne. Il affirme ainsi qu'elle était nécessaire pour transformer la Russie agraire en puissance industrielle. Par ailleurs il soutient que les Grandes Purges des années 1936 à 1938 résultent de la volonté personnelle de Nikolaï Iejov, directeur-général du NKVD, sans jamais en incriminer Staline, qui en fut pourtant l'initiateur principal.

Les mémoires se terminent ainsi :

« L'État soviétique, à qui j'étais attaché par toutes les fibres de mon être, pour qui j'étais prêt à mourir, à cause de qui j'ai fermé les yeux devant toutes sortes de brutalités, persuadé qu'elles étaient justifiées par la transformation d'un pays arriéré en superpuissance, à qui j'ai sacrifié ma vie de famille avec Emma et nos enfants, dont les erreurs m'ont fait perdre quinze ans d'une existence d'époux et de père, cet État soviétique a refusé de reconnaître ses erreurs en me rendant mon statut de citoyen. Pour retrouver la place dans la société et que soit redonné à mon nom l'honneur qui lui est dû, il m'a fallu attendre la disparition de l'Union soviétique, l'effondrement de ce fier empire. En dépit de ma réhabilitation, mes médailles ne m'ont toujours pas été rendues. Nul de doit ignorer que, moi-aussi, j'ai été une victime de la répression politique. »